# Viking Clap
Als Viking Clap bezeichnet man eine besondere Abfolge von Klatschen. Populär wurde dies im Zuge der Fußball-EM 2016 durch Fans der isländischen Fußballnationalmannschaft, die die Siege ihrer Mannschaft damit gefeiert haben.
Auch Gastgeber Frankreich hat sich dieser Form des Klatschens nach dem EM-Halbfinalsieg über Deutschland bedient.
Ursprung ist der Huh-Clap vom schottischen FC Motherwell, der dort Teil des Fangesangs ist.
2014 wurde dieser Teil von finnischen Fans übernommen.
Eine Variante dieses besonderen rhythmischen Klatschens – ohne „Hú“ – gehört seit etwa 2011 zum Repertoire der Fanszene des 1. FC Magdeburg.
Die besondere Form des Klatschens erfuhr große mediale Beachtung und wurde als virales Phänomen bezeichnet, die Vereinnahmung durch Frankreich wurde kontrovers diskutiert.

## Form
Das Viking Clap läuft wie folgt ab: die Mannschaft steht dem Publikum gegenüber, beide haben die Arme nach oben gehoben. Auf zwei Trommelschläge folgt ein Klatschen, dabei wird „Hú“ gerufen. Die Pause zwischen den Claps wird immer kürzer und Trommelschläge und Klatschen schneller.